# Шаматава, Валентина Акакиевна
Валентина Акакиевна Шаматава (01.07.1928 год, Ахалсопели, Зугдидский район, Грузинская ССР - 23.07.2012 год) — колхозница колхоза имени Берия Ахалсопельского сельсовета Зугдидского района, Грузинская ССР. Герой Социалистического Труда (1949).

## Биография
Родилась в 1929 году в крестьянской семье в селе Ахалсопели Зугдидского района (сегодня — Зугдидский муниципалитет). Трудовую деятельность начала в годы Великой Отечественной войны. Трудилась рядовой колхозницей на чайной плантации в бригаде Тамары Андреевны Купунии в колхозе имени Берия Зугдидского района (с 1953 года — колхоз имени Ленина), которым руководил Антимоз Рогава.
В 1948 году собрала 6276 килограмм сортового зелёного чайного листа на участке площадью 0,5 гектара. Указом Президиума Верховного Совета СССР от 29 августа 1949 года удостоена звания Героя Социалистического Труда за «получение высоких урожаев сортового зелёного чайного листа и цитрусовых плодов в 1948 году» с вручением ордена Ленина и золотой медали «Серп и Молот» (№ 4617).
Этим же Указом званием Героя Социалистического Труда были также награждены 16 тружеников колхоза имени Берия Зугдидского района: бригадиры Партен Михайлович Кадария, Владимир Михайлович Макацария, Амбако Спиридонович Рогава, звеньевые Ариадна Джуруевна Купуния, Ольга Филипповна Купуния, Хута Григорьевна Купуния, Венера Давидовна Ломая, Мария Гудуевна Макацария, Хута Герасимовна Хвингия, колхозницы Валентина Николаевна Джоджуа, Паша Несторовна Джоджуа, Ольга Павловна Кантария, Надя Платоновна Пония, Ивлита Тарасовна Хасия, Лена Герасимовна Хвингия, Лена Константиновна Читанава и Мария Николаевна Читанава.
За выдающиеся трудовые результаты по итогам 1949 года была награждена вторым Орденом Ленина.
Проживала в родном селе Ахалсопели Зугдидского района. С 1987 года — персональный пенсионер союзного значения.
Награды
- Герой Социалистического Труда
- Орден Ленина — дважды (1949; 19.07.1950)
- Медаль «За трудовую доблесть» (01.09.1951)